# Lotar Olias
Lotar Olias   (Königsberg, 23 de desembre de 1913 - Hamburg, 21 d'octubre de 1990) va ser un compositor i lletrista alemany dels anys vint fins als seixanta, que sovint treballava en col·laboració amb els lletristes Peter Moesser, Günter Loose i Fritz Graßhoff.

## Biografia
Olias va assistir al "Conservatori Klindworth-Scharwenka" de Berlín, on Moritz Mayer-Mahr i el director de l'institut Robitschek eren els seus professors. En aquell moment ja componia cançons per a cantants com Max Hansen i Lucienne Boyer. Després va escriure revistes per al ""Wintergarten" de Berlín i el "Planten un Blomen" d'Hamburg. El 1937 va escriure les seves primeres partitures per a alguns curtmetratges.
Olias tenia des del 21 de novembre de 1932 membre del NSDAP (número de membre 1478935) i era cap de cultura del NSDAP del capítol local Wartburgplatz de Berlín. Per als governants nacionalsocialistes, va escriure diversos títols amb contingut nacionalsocialista als anys trenta. Aquests inclouen la marxa de la mort de SA, marró i gris i la marxa oficial (extret d'això: "Déu beneeixi el nostre líder i de la seva obra. Que ens protegeixi de Judà i la traïció en tot moment"). Malgrat tot, Olias no era un dels compositors de la casa i la cort de la direcció nazi. Durant la Segona Guerra Mundial Olias va ser cap del teatre davanter "Der Knobelbecher". El 1941 va compondre dues cançons de perseverança: When is Peace in Berlin i Once the Great War, que van ser enregistrades en disc i en què va assumir la part vocal.
El 1939 Olias va tornar a Hamburg. Acabada la guerra, el 1945 va ajudar a fundar el cabaret literari d'Hamburg "Bonbonnière", per al qual va compondre i escriure les lletres. Com que no va rebre cap encàrrec important, va haver de romandre a la flota durant anys amb feines de fira, com a músic en casaments i com a presentador de desfilades de moda .
El 1949 va assolir el seu avanç com a sol·licitat compositor de música pop i de cinema. A més d'èxits i musicals, va escriure partitures per a més de 40 pel·lícules dels anys cinquanta i seixanta. Les cançons cantades per Freddy Quinn en particular es van convertir en un gran públic i ara es consideren de fulla perenne. Fins al 1964, Olias també componia regularment la música de les pel·lícules en què va protagonitzar Quinn. Freddy Quinn va competir al Gran Premi Eurovisió de la Chanson de 1956 a Lugano amb Així va cada nit.
Lotar Olias va morir el 1990 com a conseqüència de trastorns circulatoris greus. Olias descansa al cementiri d'Ohlsdorf.

## Honors
- 1987: Paul-Lincke-Ring
- 1989: Medalla Biermann Ratjen